# Mayanaea
Mayanaea é um género botânico pertencente à família Violaceae.

## Espécies
- Mayanaea caudata

1. ↑  «Mayanaea — World Flora Online». www.worldfloraonline.org. Consultado em 19 de agosto de 2020